# Fornelos (Barcelos)
Fornelos ist eine Gemeinde (Freguesia) im nordportugiesischen Kreis Barcelos.

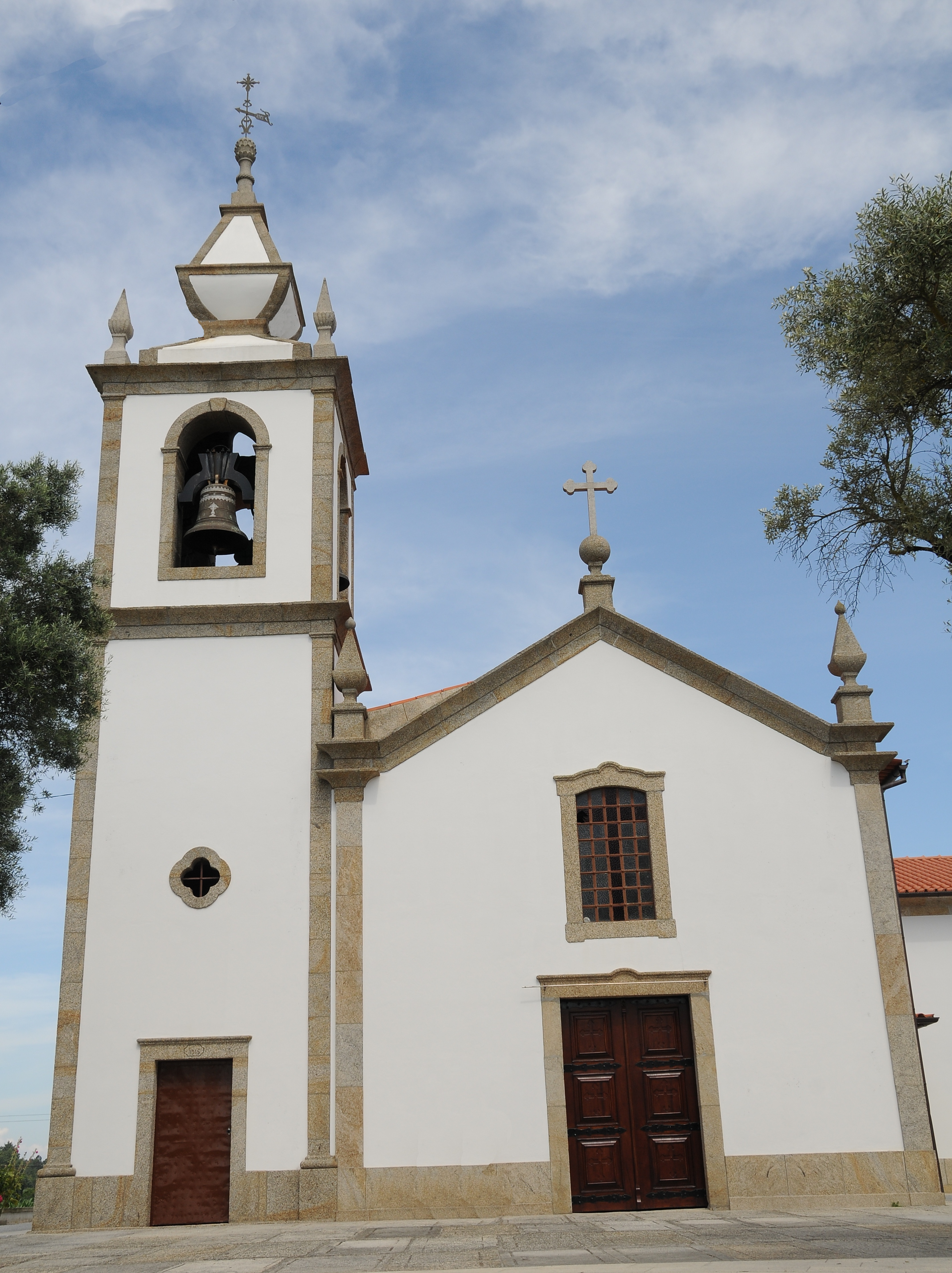
Kirche von Fornelos

 In ihr leben 803 Einwohner (Stand 19. April 2021).